# Sandwath Beck
Der Sandwath Beck ist ein kleiner Fluss in Cumbria, England. Der Sandwath Beck entsteht westlich von Newbiggin-on-Lune aus dem Zusammenfluss aus dem Abfluss aus einem kleinen See und dem Greenside Beck. Der Fluss fließt in westlicher Richtung und bildet bei seinem Zusammenfluss mit dem Weasdale Beck den River Lune.